# Andrés Torres Queiruga
Andrés Torres Queiruga (parroquia de Aguiño, Ribeira, La Coruña, 28 de mayo de 1940) es un sacerdote católico, filósofo, teólogo y escritor español residente en Santiago de Compostela. Muchas de sus obras están escritas en lengua gallega, traducidas después al castellano y al portugués (Brasil); algunas también en alemán e italiano.